# Altes Zeughaus Mainz

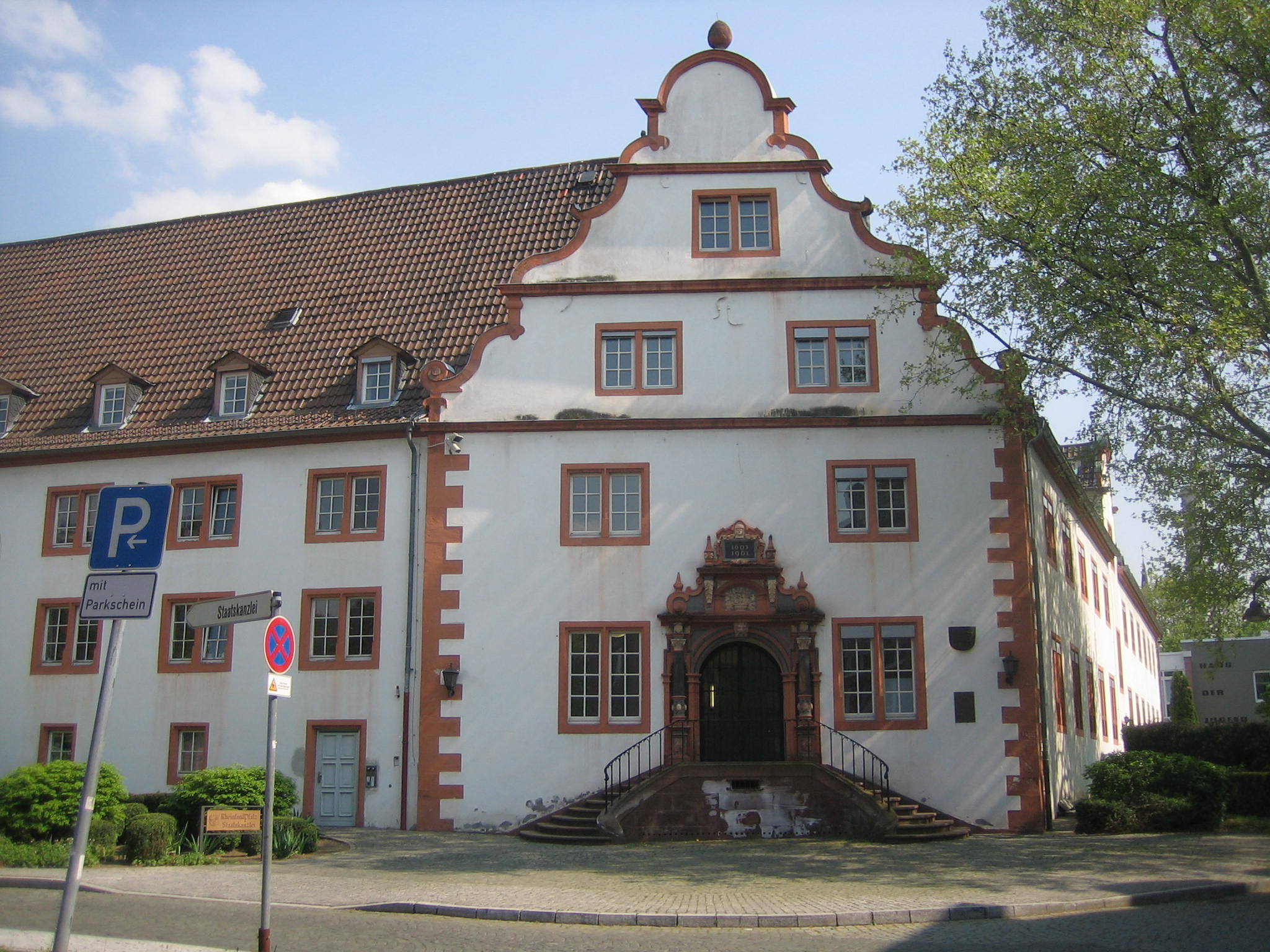
Altes Zeughaus Mainz

Das Alte Zeughaus,  auch unter dem Hausnamen Zum Sautanz bekannt, war im 17. und 18. Jahrhundert das zentrale Waffenlager der Stadt Mainz, bis es in seiner Funktion vom Neuen Zeughaus abgelöst wurde. Heute wird der Renaissance-Bau von der Staatskanzlei Rheinland-Pfalz und vom Landtag genutzt.

## Bau und Geschichte
Das Zeughaus wurde 1604 bis 1605 unter den Kurfürst-Erzbischöfen Johann Adam von Bicken  (1601–1604) und Johann Schweikhard von Cronberg (1604–1626) an der Stelle der kurfürstlichen Schweinehaltung errichtet, von der sich der Gebäudename Zum Sautanz herleitet. Das Zeughaus umschließt als Dreiflügelbau einen nach Osten zur ursprünglich vorhandenen rheinseitigen Stadtmauer gerichteten offenen Innenhof. Der Mittelflügel ist gegenüber den Seitenflügeln zurückgenommen. Vor dem niedrigeren Mittelflügel hebt sich die im Innenhof vorgelagerte große Wendeltreppe prominent ab, deren Turm mit einer welschen Haube bekrönt ist. Die beiden Seitenflügel schließen an ihrer Schauseite zur Stadt hin mit prächtigen Volutengiebeln ab.
Im über Rampen zugänglichen Erdgeschoss wurden fahrbare schwere Waffen wie Kanonen gelagert. Das Obergeschoss ruhte auf einer mächtigen Balkendecke und war ebenfalls als Lager, jedoch für leichtere Waffen und Munition, vorgesehen.
Das Gebäude ist aus Bruchstein-Mauerwerk errichtet, die Fenstergewände und die Ecken sind in Haustein aus Mainsandstein ausgeführt.
An der offenen Hofseite wurde ab 1738 durch Johann Maximilian von Welsch das Neue Zeughaus in barocken Formen errichtet. Die Funktion als Waffenlager wurde in den Neubau übertragen, das alte Zeughaus wurde ab 1770 als kurfürstliche Münze genutzt.

## Standort
Das Alte Zeughaus wurde innerhalb der Stadtmauern im Nordosten der Stadt errichtet. Es lag in der Nähe des kurfürstlichen "Regierungszentrums", bestehend aus der Hofkanzlei, der Stiftskirche St. Gangolph und der Martinsburg, an der zeitgleich zum Bau des Zeughauses der Bau des Kurfürstlichen Schlosses begonnen wurde.

## Heutige Nutzung
Das Gebäude wurde beim Luftangriff auf Mainz am 27. Februar 1945 stark beschädigt und brannte aus. Nach dem Wiederaufbau 1951–52 wurde das Gebäude vom Südwestfunk Mainz genutzt, der von dort regionale Fernseh- und Radiosendungen ausstrahlte. Heute wird das Gebäude von der Staatskanzlei und von Dienststellen des Landtages genutzt.